# Le Règne des assassins
Pour plus de détails, voir Fiche technique et Distribution.
Le Règne des assassins (chinois simplifié : 追捕 ; chinois traditionnel : 劍雨 ; pinyin : Jiàn Yǔ) est un film chinois réalisé par Chao-Bin Su et John Woo et sorti en 2010.

## Synopsis
Dans la Chine antique, Zeng Jing, une tueuse experte, se retrouve en possession des reliques du légendaire moine bouddhiste Bodhi, dotées selon les croyances d'un super pouvoir. Elle décide alors de ramener ces restes à leurs endroits d'origine. Mais elle se retrouve face à une bande d'assassins, qui veulent mettre la main sur ces précieux objets.

## Fiche technique
Sauf indication contraire, les informations mentionnées dans cette section peuvent être confirmées par la base de données cinématographiques IMDb,  présente dans la section « Liens externes ».
- Titre original : chinois simplifié : 追捕 ; chinois traditionnel : 劍雨 ; pinyin : Jiàn Yǔ
- Titre français : Le Règne des assassins
- Titre anglophone : Reign of Assassins
- Réalisation : Chao-Bin Su et John Woo
- Scénario : Chao-Bin Su
- Musique : Anthony Chue et Peter Kam
- Photographie : Arthur Wong et Wing-Hung Wong
- Montage : Ka-Fai Cheung (en)
- Sociétés de production : Lion Rock Productions
- Distribution :
- Pays de production :  Chine
- Langue originale : mandarin
- Format : couleur - 2,35:1 (Cinémascope) - 35 mm - Dolby Digital
- Genre : action, aventures, wuxia
- Durée : 1h57 minutes
- Dates de sortie[1] :
- Italie : 3 septembre 2010 (avant-première à la Mostra de Venise 2010)
- Chine : 28 septembre 2010
- France : 20 mai 2012 (festival du cinéma chinois en France)
- France : 1er juin 2012 (vidéo)

## Distribution
- Michelle Yeoh : Drizzle / Zeng Jing
- Barbie Hsu : Ye Zhanqing
- Kelly Lin : Xi Yu
- Xueqi Wang : Cao Feng
- Jeong Woo-seong : Jiang A-sheng
- Shawn Yue (VF : Arnaud Arbessier) : Lei Bin
- Jiang Yiyan : Tian Qingtong
- Guo Xiaodong : Zhang Renfeng

## Production
Le tournage a lieu à Shanghai ainsi qu'aux Hengdian World Studios.

## Distinctions principales
Source et distinctions complètes : Internet Movie Database

### Récompenses
- Hong Kong Film Critics Society Awards 2022 : prix du mérite
- Festival du film des étudiants de Pékin 2011 : meilleur film art exploitation, meilleur réalisateur

### Nominations
- Asian Film Awards 2011 : meilleure actrice pour Michelle Yeoh, meilleur scénario pour Chao-Bin Su, meilleure musique pour Peter Kam et Anthony Chue et prix du public de la meilleure actrice pour Michelle Yeoh
- Hong Kong Film Awards 2011 : meilleur film, meilleur acteur dans un second rôle pour Wang Xueqi, meilleur réalisateur pour Chao-Bin Su, meilleure photographie pour Wing-Hang Wong, meilleure direction artistique pour Baigui Yang et Simon So, meilleur montage pour Ka-Fai Cheung, meilleurs costumes pour Emi Wada, meilleure musique pour Peter Kam, meilleure chorégraphie d'action pour Wei Tung, meilleurs effets visuels pour Sing-Choong Foo et meilleure chanson pour Hua de Sa Dingding
- Festival du film des étudiants de Pékin 2011 : meilleur réalisateur pour  Chao-Bin Su et meilleurs effets visuels